# الحيوانات في الإسلام
أشار القران إلى أن الحيوانات سُخِرَت لخدمة الإنسان، ولكن في نفس الوقت يفرض على الإنسان المسلم معاملة الحيوانات بلطف ويمنع أي إساءة لها. الحيوانات، مع سائر المخلوقات، يُعتقد أنها تعبد الله بالرغم من أنها لا تعبر عن ذلك بلغة البشر.
يصرح القرآن بمشروعية أكل بعض الحيوانات. بالرغم من ذلك، كان بعض الصوفيين نباتيين، ولكن إلى الآن لا توجد أي محاولة جدية لذلك. بعض الحيوانات يمكن أكلها، في الإسلام، تحت شروط معينة مع ذبحها بطريقة معينة. والحيوانات المحظورة تتضمن الخنازير والميتة والحيوانات المذبوحة لغير وجه الله أو التي لم يذكر عليها اسم الله، وأيضاً آكلات اللحوم والطيور ذات المخالب. هذه المحظورات لا تشمل المأكولات البحرية عند أهل السنة، بينما يباح من المخلوقات البحرية عند أتباع المذهب الشيعي الأسماك ذات القشور والروبيان.

## القرآن
هناك أكثر من 200 آية في القرآن تتحدث عن الحيوانات وهناك 6 سور مسماة بأسماء حيوانات، هي كالتالي: البقرة، الأَنْعَام، النحل، النمل، العنكبوت، الفيل. ولكل وَاحِدَةٍ منها مناسبتها الخاصة؛ إذ في سورة البقرة تُذكر قصة بقرة بني إسرائيل التي أُمِروا بذبحها، وفِي سورة الأَنْعَام يُذكر التشريع الإسلامي في المباح تناوله من الأَنْعَام، وفِي سورة النحل يذكر الله سبحانه تسخيره للنحل لإنتاج العسل شفاءً لكثيرٍ من الأمراض، أما في سورة النمل فنجد قصة النمل ضمن قصة النبي سليمان والقدرة التي أنعم الله عليه بها في فهم لغة الحيوانات. وبالانتقال إلى سورة العنكبوت، نجد فيها تشبيه من عبدوا من دون الله بالعنكبوت التي تبني بيتاً ضعيفاً لا يحميها، وفِي السورة الأخيرة - سورة الفيل - نجد ذكر قصة أصحاب الفيل الذين جاءوا علىً رأس جيشٍ لهدم الكعبة فانتقم الله منهم.
وفي مضمون السور نجد ذكراً لحيواناتٍ أخرى كالإبل والخيل والطير.
وفي آيات القران تصريح بتحريم أكل لحم الخنازير إلا في حالات خاصة وهي في الحروب والمجاعات عندما لا يكون بديل لذلك لتفادي الموت من الجوع.

## السنة
هذه بعض الأحاديث المنقولة عن النبي محمد بن عبد الله عن الحيوانات:
- عن عبد الله بن جعفر قال: أردَفني رسولُ الله خلفه ذاتَ يوم، فأسَرَّ إلَيَّ حديثًا لا أحَدِّثُ به أحدًا من الناس، وكان أحبَّ ما استتر به رسولُ الله لحاجتِه: هدفٌ أو حائِش النخل، فدخل حائطا لرجلٍ من الأنصار، فإذا جَمَلٌ، فلما رأى النبيَّ حنَّ وذرفتْ عيناهُ، فأتاه النبيُّ، فمَسَحَ سراتَه إلَى سنامه وذفراه، فسكن، فقال : « من ربُّ هذا الجمل ؟ لِمَن هذا الجمل ؟ »، فجاء فتًى من الأنصار، فقال : لي يا رسول الله ! فقال : « أفلا تتقي اللهَ في هذه البهيمةِ التِي مَلَّكَكَ اللهُ إيَّاها ؟! فإنَّهُ شكَا إليَّ أنكَ تُجِيعُهُ وتُدْئِبُهُ ».
- عن سهلِ بنِ مُعاذ بن أنس عن أبيه ـ رضيَ الله عنه ـ عن النبي ـ صلى الله عليه وسلّم ـ قال :ارْكَبُوا هذهِ الدوابَّ سالِمَةً، وايْتَدِعُوهَا سالِمَة، ولا تتَّخِذوها كرَاسِيَّ " .
- عن أبي هريرة عن النبي : « إيَّاكُمْ أن تَتَّخِذُوا ظهورَ دوابِّكُمْ مَنَابِرَ ؛ فإنَّ اللهَ تعالى إنَّمَا سخَّرها لَكُمْ لِتُبَلِّغَكُمْ إلى بَلَدٍ لمْ تَكُونُوا بَالِغيهِ إلا بِشِقِّ الآنْفُسِ، وجَعَلَ لَكُم الأرْضَ ؛ فعَلَيْها فاقْضُوا حاجَاتِكُمْ » .
- عن يزيد بن الأصم العامري الهوازني قال : أُهديَ لأم المؤمنين ميمونة بنت الحارث ضب أو ضِباب فأمَرتْ به فصُنع طعامًا فأتاها رجلان من قومِها فقدَّمته إليهما تتحفُهما به فدخل النبيُّ - صلَّى اللهُ عليهِ وسلَّمَ - فرحَّب بهما ثم تناول ليأكلَ فقال : «ما هذا ؟» فقالت : «ضبٌّ أُهدِيَ لنا»، فقذفَه ثم كفَّ يدَه فكفَّ الرجلان فقال لهما النبي صلى الله عليه وسلم: « كلوه فإنكم أهل نجد تأكلونها، وإنا أهل تهامة نعافها».[1]
- عن سهل بن الحنظلية قال : مرَّ رسولُ الله ببعيرٍ قد لَحِق ظهرُه ببطنِه، فقال : اتَّقُوا اللهَ في هذهِ البهائمِ الْمُعْجَمَةِ ؛ فارْكَبُوها صالِحَةً، وكِلوهَا صالِحَةً " .
- عن ابن عباس قال : مرَّ رسولُ الله على رجلٍ واضعٍ رجلَهُ على صَفْحَةِ شاةٍ، وهو يَحُدُّ شَفْرتَه، وهيَ تلحظُ إليه بِبَصَرِها، فقال : « أفَلا قَبْلَ هَذا ؟! أتريد أن تميتها موتَتَيْن ؟! » .
- عن عبد الرحمن بن عبد الله عن أبيه قال : كنا مع رسولِ الله في سفرٍ، فانطلقَ لحاجة، فرأيْنا حُمَّرةً معها فَرخانِ، فأخذنا فرخَيْها، فجاءت الْحُمَّرة، فجعلت تَفَرَّش، فجاءَ النبيُّ فقال : مَنْ فَجَعَ هذهِ بِوَلَدِها ؟! رُدُّوا وَلَدَها إليْها ".
- وزاد أبو داود : « ورأى قريةَ نملٍ قد حرقناها، فقال : " مَن حرق هذه ؟ " قلنا : نحن . قال : نَّه لا يَنْبَغِي أنْ يُعَذِّبَ بالنارِ إلا ربُّ النارِ ».
- عن معاوية بن قرة عن أبيه قال : قال رجلٌ : يا رسولَ الله ! إني لأذبحُ الشاةَ فأرحَمُها. قال : « والشاةُ إن رحِمْتَها ؛ رحِمَكَ الله ».
- عن أبي إمامة عن النبي قال : مَنْ رَحِمَ ـ وَلَوْ ذَبِيحَةَ عُصْفُورٍ ـ ؛ رَحِمَهُ الله يَوْمَ القِيَامَةِ " .
- عن عبدِ الله بن عمرَ عن النبيّ قال : « عُذِّبَتْ امْرَأةٌ في هِرَّةٍ سَجَنَتْها حتى ماتَتْ فدَخَلتْ فيها النارَ ؛ لا هيَ أطعمَتْها وسَقَتْها إذْ حَبَسَتْها، ولا هِيَ تَرَكَتْها تأكُلُ مِنْ خَشاشِ الأرْضِ » .
- «عذبت امرأة في هرة حبستها حتى ماتت فدخلت فيها النار، لا هي أطعمتها وسقتها إذ هي حبستها، ولا هي تركتها تأكل من خشاش الأرض»
- «بينما رجل يمشي بطريق اشتد عليه العطش فوجد بئرا" فنزل فيها فشرب ثم خرج، فاذا كلب يلهث يأكل الثرى من العطش فقال الرجل: لقد بلغ هذا الكلب من العطش مثل الذي كان قد بلغ مني فنزل البئر فملأ خفه ماء ثم أمسكه بفيه حتى رقي فسقى الكلب فشكر الله له فغفر له» أخرجه الشيخان عن أبي هريرة
- «من مثل بذي روح، ثم لم يتب، مثل الله به يوم القيامة» أخرجه الامام أحمد عن ابن عمر
- «لا تمثلوا بالبهائم، لعن الله من مثل بالحيوان» أخرجه الشيخان والنسائي عن ابن عمر وعبد الله بن جعفر

## وصلات خارجية
- Dogs in Islam
- https://web.archive.org/web/20081023040840/http://engagemn.com/2008/05/14/muslim-group-supports-students-right-to-service-dog/
- http://www.ynetnews.com/articles/0,7340,L-3687704,00.html